# Наследна болест
Наследне болести су обољења изазвана променом наследне основе. Најгрубље се могу поделити у три основне групе:
- генопатије или моногенске болести чији узрок су различите генске мутације

- хромозомопатије као последица:
  - структурних аберација хромозома
  - нумеричких аберација хромозома

- мултифакторски поремећаји који су полигено детерминисани, а и фактори спољашње средине имају на њих утицај.